# Ya Ding
Ya Ding (chino, 亚丁, 1959) traductor y escritor chino en francés. 
Es originario de una pequeña aldea del norte de China y después de sus estudios secundarios, empezó a trabajar el agro dentro del marco del Movimiento de envío de los zhiqing al campo. Tras la Revolución cultural, creó la primera revista estudiantil en la Universidad de Pekín y comenzó a traducir a autores franceses. 

## Premios
- Prix Cazes, 1988, Le Sorgho rouge.
- Prix de l'Asie, 1988 pour Le Sorgho rouge
- Prix de la Découverte du Pen Club français, 1988
- Prix de l'Été, 1989, Les Héritiers des sept royaumes.

## Publicaciones
- 1987 Le Sorgho rouge
- 1988 Les Héritiers des sept royaumes
- 1990 Le Jeu de l'eau et du feu
- 1992 Le Cercle du petit ciel
- 1994 La Jeune Fille Tong

- Datos: Q3111709